# Léxico familiar
Léxico familiar es una novela autobiográfica de la escritora italiana Natalia Ginzburg, publicado por Einaudi en 1963, año en el que gana el Premio Strega.
El libro ha sido traducido a varios idiomas incluyendo el hebreo, el japonés, el chino y el coreano.

## Trama
"Lessico famigliare" non è un'autobiografia, è un libro che racconta le persone della mia vita, non la mia vita. Io intendevo non essere un personaggio in questo libro, intendevo essere semplicemente un testimone, quindi il mio personaggio io l'ho ignorato quasi, sta nell'ombra, io ho detto quasi nulla di me. 
Natalia Ginzburg
"Léxico familiar" no es una autobiografía, es un libro que habla de las personas de mi vida, no de mi vida. No quería ser un personaje en este libro, solo quería ser un testigo, así que casi ignoré a mi personaje, que permanece en la sombra, y apenas hablé de mí.
Natalia Ginzburg

La novela narra desde dentro la vida cotidiana de la familia Levi-Tanzi, dominada por la figura del padre Giuseppe Levi. El libro es, en parte, una crónica irónica y afectuosa de la familia desde los años veinte hasta principios de los cincuenta, a través de sus costumbres, comportamientos y, sobre todo, la comunicación lingüística, de donde deriva el título. Las figuras y los acontecimientos se suceden en las páginas sin orden jerárquico, se presentan por sí mismos y cobran vida a través de sus gestos y palabras. En este libro también se abordan los conflictos y las vicisitudes de la familia Levi. Se presta mucha atención a las figuras de la madre y los hermanos, especialmente durante el fascismo.
La novela también recorre acontecimientos más dramáticos, situados cronológicamente sobre todo en el periodo fascista y en la posguerra en Italia, en particular el impacto de las leyes raciales fascistas, el confinamiento de la autora en Abruzzo, el asesinato del marido de la autora, Leone Ginzburg, por su actividad política antifascista, hasta llegar al suicidio de Cesare Pavese y la caída de las ilusiones de la Resistencia.

## Personajes
En el libro se evocan, además de los miembros del núcleo familiar de la autora, numerosos personajes pertenecientes a la familia materna (Tanzi) y paterna (Levi), así como figuras vinculadas por relaciones de amistad o de carácter profesional con miembros de la familia de la autora. Entre ellos encontramos:
- su padre Beppino, cuyo nombre real es Giuseppe Levi, científico
- su madre, Lidia Tanzi
- sus hermanos y hermanas: Gino, Mario, Alberto y Paola
- Silvio Tanzi, hermano de la madre Lidia, compositor y crítico musical
- Drusilla Tanzi, hermana de Silvio y Lidia, escritora, compañera de Eugenio Montale
- Eugenio Tanzi, psiquiatra, tío de su madre
- la familia de Tullio Terni, compañero de trabajo de su padre Giuseppe
- la pareja formada por Anna Kuliscioff y Filippo Turati; este último se alojó en 1926 en la casa de la familia Levi-Tanzi poco antes de huir a Francia
- Adriano Olivetti, marido de su hermana Paola
- Camillo Olivetti
- Leo Pestelli, amigo de su hermano Alberto
- Gian Carlo Pajetta, amigo de su hermano Alberto
- Nicola Chiaromonte, amigo de su hermano Mario
- Andrea Caffi, amigo de su hermano Mario
- Renzo Giua, amigo del hermano Mario
- Sion Segre Amar, amigo del hermano Mario
- Franco Rasetti, amigo del hermano Gino
- Jeanne Modigliani, casada brevemente con el hermano Mario
- Margherita Sarfatti, hija de la prima del padre Giuseppe
- Gino Galeotti, compañero de trabajo de su padre Giuseppe y tío de Franco Rasetti
- Vittorio Foa
- Leone Ginzburg, marido de la autora
- Felice Balbo y Gigliola Berardelli
- Giulio Einaudi
- Cesare Pavese
- Giacomo Mottura
- Maurice Chevremont, biólogo, alumno de Giuseppe Levi, lo invitó a la Universidad de Lieja en 1938

|}

## Recepción y crítica
El libro no fue un bestseller pero ha recibido centenas de reseñas, varias reediciones y es considerado uno de los pilares de la literatura italiana de los años 60. En la edición del 2010, la introducción es de Cesare Segre.